# Claire Mathon
Claire Mathon (Parigi, 1º gennaio 1975) è una direttrice della fotografia francese, vincitrice di diversi riconoscimenti, tra cui il premio César per la migliore fotografia, per la fotografia del film Ritratto della giovane in fiamme.

## Filmografia parziale
- Pardonnez-moi, regia di Maïwenn (2006)
- Le Bal des actrices, regia di Maïwenn (2009)
- La Reine des pommes, regia di Valérie Donzelli (2009)
- Plein Sud - Andando a sud (Plein Sud), regia di Sébastien Lifshitz (2009)
- Angèle e Tony (Angèle et Tony), regia di Alix Delaporte (2010)
- Trois Mondes, regia di Catherine Corsini (2012)
- Lo sconosciuto del lago (L'Inconnu du lac), regia di Alain Guiraudie (2013)
- Le Dernier Coup de marteau, regia di Alix Delaporte (2014)
- Mon roi - Il mio re (Mon roi), regia di Maïwenn (2015)
- Due amici (Les Deux amis), regia di Louis Garrel (2015)
- Comme un avion, regia di Bruno Podalydès (2015)
- Rester vertical, regia di Alain Guiraudie (2016)
- Una vita violenta (Une vie violente), regia di Thierry de Peretti (2017)
- Atlantique, regia di Mati Diop (2019)
- Ritratto della giovane in fiamme (Portrait de la jeune fille en feu), regia di Céline Sciamma (2019)
- Petite Maman, regia di Céline Sciamma (2021)
- Spencer, regia di Pablo Larraín (2021)
- Undercover - L'infiltrato (Enquête sur un scandale d'État), regia di Thierry de Peretti (2021)
- Saint Omer, regia di Alice Diop (2022)
- L'uomo nel bosco (Miséricorde), regia di Alain Guiraudie (2024)

## Riconoscimenti
- Premi César
  - 2014 – Candidatura alla migliore fotografia per Lo sconosciuto del lago
  - 2020 – Migliore fotografia per Ritratto della giovane in fiamme
  - 2023 – Candidatura alla migliore fotografia per Saint Omer
  - 2025 – Candidatura alla migliore fotografia per L'uomo nel bosco
- Premi Lumière
  - 2013 – Candidatura alla migliore fotografia per Trois Mondes
  - 2016 – Candidatura alla migliore fotografia per Le Dernier Coup de marteau, Due amici e Mon roi - Il mio re
  - 2020 – Migliore fotografia per Ritratto della giovane in fiamme
  - 2023 – Candidatura alla migliore fotografia per Saint Omer
  - 2025 – Candidatura alla migliore fotografia per L'uomo nel bosco
- Boston Society of Film Critics
  - 2019 – Migliore fotografia per Ritratto della giovane in fiamme
- Chicago Film Critics Association
  - 2019 – Candidatura alla migliore fotografia per Ritratto della giovane in fiamme
- Los Angeles Film Critics Association
  - 2019 – Migliore fotografia per Ritratto della giovane in fiamme e Atlantique
- National Society of Film Critics
  - 2020 – Migliore fotografia per Ritratto della giovane in fiamme e Atlantique
- New York Film Critics Circle
  - 2019 – Migliore fotografia per Ritratto della giovane in fiamme
- Festival internazionale del cinema di San Sebastián
  - 2021 – Premio del jurado a la mejor fotografía per Undercover - L'infiltrato